# Niejdariehpvágge

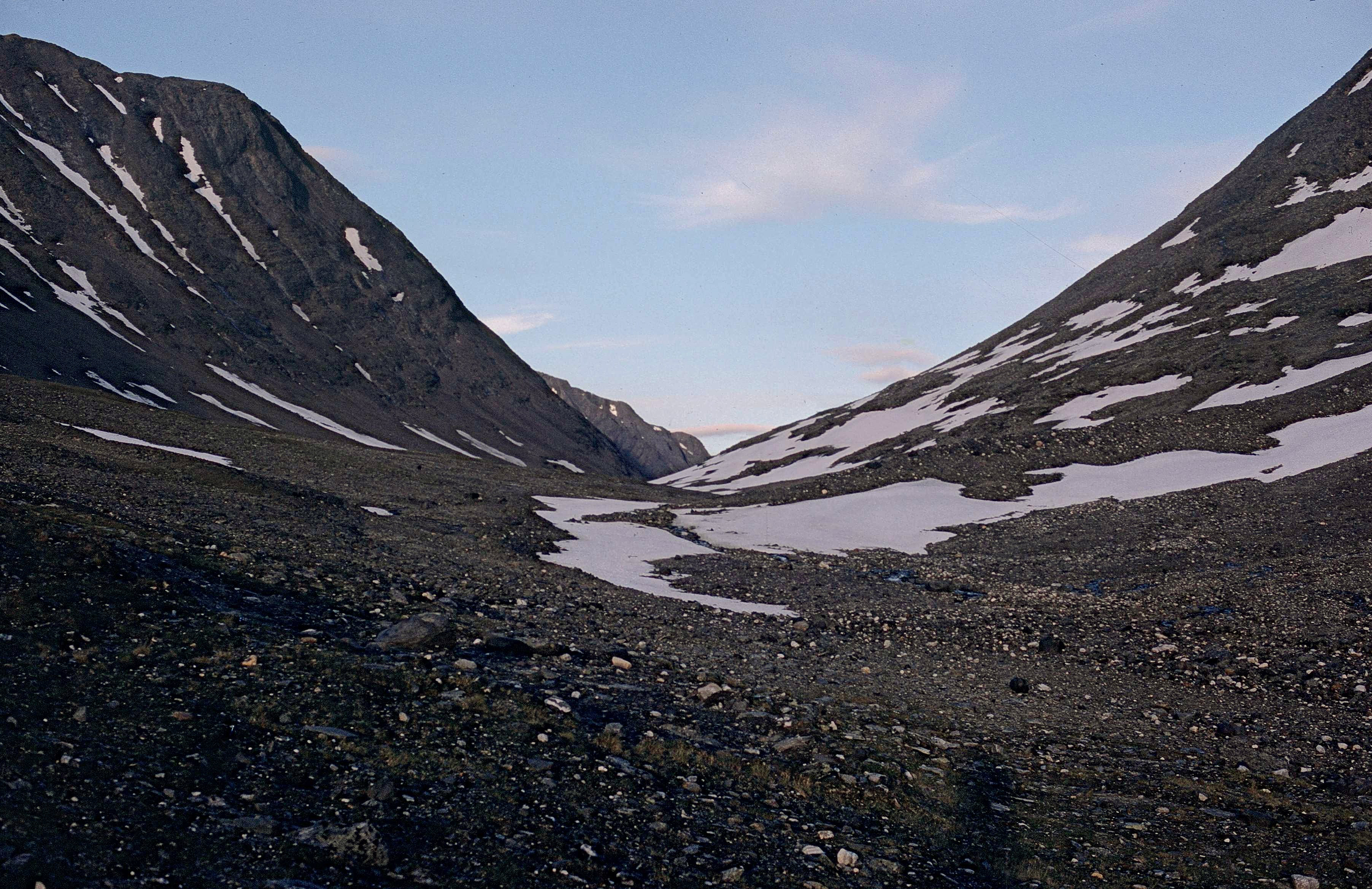
Vid vattendelaren i Niejdariehpvágge, omkring midnatt

Niejdariehpvágge, enligt tidigare ortografi Neitarieppvagge, är en tvärdal mellan Álggavágge och Sarvesvágge i Sareks nationalpark. Vattendelaren i Niejdariehpvágge ligger på omkring 1 200 meters höjd.